# 松永あやめ
松永 あやめ（まつなが あやめ、 7月14日 - ）は、東京都出身のモデル、女優、レースクイーン、ウォーキング講師である。

## 来歴・人物
3姉妹の末っ子として出生。中学時代はバスケットボール部、高校では陸上部に所属。高校3年時は大会で800m走に出場した実績を持つ。
専門学校卒業後はバスガイドの仕事をしていたが、夢を諦めきれず退職しモデルの道へ。2012年からはレースクイーンとしての活動も行う他、ミス・ユニバース・ジャパン、ミス・ワールド、ミス・ホープ・インターナショナルといった美人コンテストに出場。
現在はモデルウォーキング講師をしながら、モデル活動、キャスティングなども行う。また、趣味はゴルフに強烈に熱中しており  年間ラウンド数、約80回程。

## 活動

### レースクイーン
| 年            | カテゴリー               | チーム名                                              | 備考                                       |
| ------------- | ------------------------ | ----------------------------------------------------- | ------------------------------------------ |
| 2012年 2013年 | 全日本ロードレース選手権 | RS-ITOH ASIA レースクイーン                           | 「山岡文佳」名義                           |
| 2015年        | SUPER GT                 | Audi Team Racing Tech 「クリスタルクロコクイーン」    | 他メンバー：川崎あや、朝比奈英呼、小川千晴 |
| 2015年        | D1グランプリ             | PACIFIC RACING TEAM with メガテック「PACIFIC D1 GAL」 | 他メンバー：仲村ありさ、黒崎まゆ           |

### ミス・コンテスト
- 2014年
  - ミス・ユニバース・ジャパン神奈川県大会ファイナリスト
  - まんさいパチ&スロイメージガールオーディション特別賞[8]
- 2015年
  - ミス・ユニバース・ジャパン神奈川県大会優勝
  - ミス・ワールドJAPAN2015ファイナリスト（トップモデル賞）[9]
- 2016年：Miss Hope International 日本代表[4]

## 出演

### ショーモデル
- アジアビューティーエキスポ
- 野沢道生ヘアショー
- 銀座ファッションウィーク
- 紫藤尚世 ファッションショー
- 桂由美ブライダルショー

他

### テレビドラマ
- TOKYO MX 『メディウム』（2013年6月29日未明放送）- 十五南役
- TOKYO MX『津軽八戸先生』（2014年2月25日未明放送）- 亜壁敦子役
- TOKYO MX『レガリア』（2014年10月5日未明放送）
- TOKYO MX『冥府のメイド』（2015年2月10日未明放送）

### イベント
- 東京オートサロン

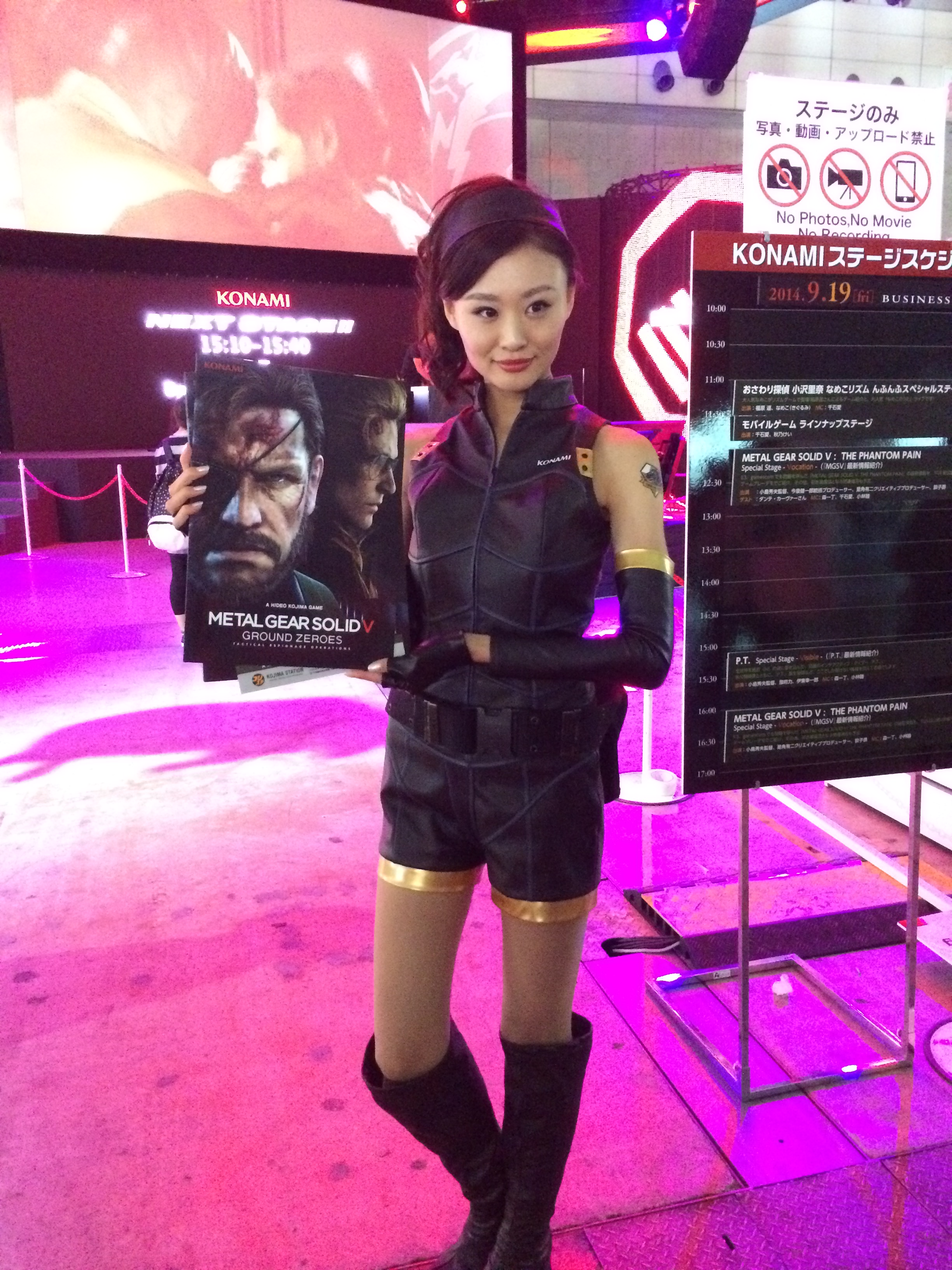
東京ゲームショウ2014にて

  - 2014年：N's Stage リトルモンスターブース[1]
  - 2015年：SUZUKIブース[11]
  - 2016年 - 2017年：メルセデス・ベンツブース
- 藤原祭り2014ラウンドガール（後楽園ホール・2014年6月19日）[12]
- 愛媛輸入車ショー「メルセデス・ベンツブース」（2015年）[13]
- 大阪オートメッセ「SUZUKIブース」（2015年）[11]
- 東京モーターサイクルショー
  - 2015年：BRGジャパンブース[14]
  - 2016年：ADIVAブース[15]
  - 2017年：PIAGGIOブース[16]
- 東京ゲームショウ「KONAMIブース」（2014年）
- 東京モーターショー
  - 2013年：HONDA
  - 2015年：三菱自動車

### その他
- いのちを守る 神奈川県動物愛護推進応援団 団員（2016年）[17]